# Muharrem Fejzo
Muharrem Fejzo (Kolonjë, 24 de mayo de 1933-22 de noviembre de 2020) fue un director de cine albanés, diseñador de escenarios y escultor.

## Datos biográficos
Se graduó de la escuela de arte La misión de Jordania en Tirana en la especialidad de escultura. 
Después de graduarse, expuso sus esculturas, pero también trabajó como diseñador en el Teatro del Pueblo (Alb. Teatri Popullor), en Tirana.  
En 1958, se asocia con el Estudio de Cine de la Nueva Albania (Alb. Kinostudio Shqiperia e Re). Inicialmente dedicado en la preparación de los decorados de películas, y desde 1963 como ayudante de dirección. 
En 1966 se graduó de la escuela de actores en el Teatro del Pueblo y comenzó a trabajar en el teatro de Kukës como director y participando como actor puntualmente.
En ese momento, sus esculturas ya adornan las calles Vlory.
Debuta como director en 1970. El mayor éxito en esta área ha sido una comedia titulada Kapedani de 1972.
El hijo de Muharrem, Ardit Fejzo es un reconocido cantante en Albania. 

## Filmografía como realizador (selección)
- 1970 Montatorja   -  (Instalador)
- 1972 Kapedani, en colaboración con Fehmi Oshafi
- 1973  Operacioni Zjarri.   -  (Operación Zjarri)
- 1974  Shpërthimi   -  (Explosión)
- 1976  Fijet që priten   -  (Fijet espera)
- 1977  Guna mbi tela    -   (Guna sobre el alambre)
- 1978  Pranverë në Gjirokastër   -   (Primavera en Gjirokaster)
- 1979  Mësonjëtorja    -   (La escuela)
- 1980  Mëngjese të reja    -   (Nueva mañana)
- 1981  Thesari       -  (Tesoro)
- 1983  Një emër midis njerëzve     -  (Uno entre las personas)
- 1985  Pranverë e hidhur    -  (Primavera amarga)
- 1987  Binarët    -  (Binario)
- 1989  Muri i gjallë    -  (En la línea del muro)

Fue guionista de Operacioni Zjarri, Shpërthimi y Binarët

## Documentales
- 1974: Gjithmone ne rritje (Todos en pie)
- 1974: Sirena ne Mallakastren time (Sirena en Mallakastra)
- 1976: Fshati mallor (Aldea de montaña)